# Teoría de los sectores polares
La teoría de los sectores polares fue ideada por el senador canadiense Pascal Poirier en 1907 para justificar las reclamaciones de los países adyacentes al polo norte. Fue luego extrapolada al polo sur con diversas variantes, debido a la mayor discontinuidad geográfica.

## La teoría
Poirier expuso su teoría en el Parlamento de Ottawa el 19 de abril de 1907 señalando que Canadá debía reclamar la posesión de:

(...) todas las tierras que se encuentran en las aguas entre una línea que se extiende desde el extremo norte oriental, y otra línea que se extiende desde el extremo occidental hacia el norte.

Poirier postuló la teoría como una variante del principio de contigüidad geográfica, señalando que las regiones polares no son más que prolongaciones de los países que rodean al polo norte, y por lo tanto deben estar bajo la soberanía de esos países, de acuerdo a las reglas de la accesión. Propuso que se debían trazar sobre la superficie terrestre, desde las extremidades de los territorios circumpolares de cada país, líneas convergentes hacia el polo mediante los meridianos, quedando todo lo que se encuentre entre dichas líneas bajo la pertenencia del país respectivo. Las líneas formarían un cono (o triángulo esférico) con vértice en el polo norte.
Para justificar que su teoría no se regía por la ocupación real y efectiva de los territorios, forma normal de adquirir soberanía, Poirier la ideó como una variante de la accesión, que es la forma de adquirir un derecho en virtud de la cual el dueño de una cosa es dueño de lo que ella produce o de lo que se junta a ella.

## El caso del polo norte
El polo norte, en donde el océano Glacial Ártico se halla congelado casi en su totalidad, se hallaba a comienzos del siglo XX rodeado por las posesiones circumpolares de Canadá, Estados Unidos, Rusia, Noruega, Dinamarca y Finlandia (este último desde su independencia en 1917 hasta que perdió esa condición al ceder sus costas árticas a Rusia durante la Segunda Guerra Mundial). 
De acuerdo con los postulados de Poirier, el 10 de junio de 1925 Canadá fijó los meridianos 60° O y 141° O como sus límites polares, reclamando la soberanía sobre todo lo que había entre ellos hasta el polo norte. En 1926 la Unión de las Repúblicas Socialistas Soviéticas (predecesora de Rusia) se apoyó en la Teoría de los Sectores Polares fijando sus límites entre los meridianos 32° 4’ 35’’ E y 168° 49’ 30’’ O. Ambos países reclamaron así su soberanía sobre más de las tres cuartas partes del ártico.
Los Estados Unidos, Noruega y Dinamarca se sintieron perjudicados en el reparto y rechazaron la Teoría de los Sectores Polares. Las disputas por áreas en el mar de Barents y por el paso del Noroeste continúan en la actualidad.

## El caso del polo sur
|           |           |       |         |               |         |             |
| Argentina | Australia | Chile | Francia | Nueva Zelanda | Noruega | Reino Unido |

La Teoría de los Sectores Polares fue extrapolada a la Antártida, en donde su aplicación fue diferente a la realizada en el polo norte, pues no existe una continuidad geográfica directa de las regiones polares con los países que la rodean.

### Reino Unido
El 21 de julio de 1908 el Reino Unido inició la sucesión de reclamaciones antárticas proclamando sus derechos territoriales sobre los territorios que constituían las Dependencias de las islas Malvinas, los que fueron listados por la patente real con:

los grupos de islas conocidas como Georgias del Sur, las Orcadas del Sur, las Shetland del Sur, y las Sandwich del Sur, y el territorio conocido como Tierra de Graham, situado en el océano Atlántico Sur al sur del paralelo 50° de latitud sur, y entre los 20° y 80° de longitud oeste.

De esta manera el Reino Unido tomaba como punto de apoyo su posesión de las islas Malvinas y su proclamada soberanía sobre las islas Georgias del Sur (por James Cook el 17 de enero de 1775). Sin embargo, los límites no se correspondían con la prolongación de esas disputadas posesiones británicas, extendiéndose más hacia el oeste hasta abarcar toda la península Antártica, por lo que el Reino Unido adujo además razones históricas para la reclamación de esas áreas. Incluyó además la parte austral de América del Sur (la Tierra del Fuego y partes de Patagonia de Chile y de la Argentina). 
En 1917 la patente real fue modificada, adaptando la Teoría de los Sectores Polares a la Antártida. El nuevo ámbito de las dependencias fue extendido para comprender:

todas las islas y territorios que se hallan entre los 20° y los 50° de longitud oeste que estén situados al sur del paralelo 50° de latitud sur; y todas las islas y territorios que se hallen entre los 50° y 80° de longitud oeste que estén situados al sur del paralelo 58° de latitud sur, así hasta alcanzar el Polo Sur.

De esta manera se excluyeron los territorios patagónicos sobre los que el Reino Unido no había hecho reclamación alguna.
Como consecuencia de la firma del Tratado Antártico, el Reino Unido limitó en 1961 su sector antártico (Territorio Antártico Británico) a las áreas al sur del paralelo 60° S y entre los meridianos 20° y los 50° de longitud oeste.
En 1923 el Reino Unido proclamó su soberanía sobre la Dependencia de Ross, poniéndola bajo jurisdicción del gobernador general de Nueva Zelanda y haciendo uso nuevamente de la Teoría de los Sectores Polares, sobre la base de la adyacencia (a 3000 km de distancia) de este último país a esa región antártica. Está definida por un sector con vértice en el Polo Sur, entre las longitudes 160° este y 150° oeste, y hasta la latitud 60° sur. Adujo además sus derechos por las exploraciones en el área de James Ross en 1841 y de Ernest Shackleton y de Scott posteriormente. El interés del Reino Unido se centró en el incremento de la pesca de ballenas en la región a causa de su sobreexplotación en la zona de la península Antártica.
El 7 de febrero de 1933 el Reino Unido transfirió a Australia sus reclamaciones de soberanía sobre la Tierra Victoria (reclamada el 9 de enero de 1841) y la Tierra de Enderby (reclamada en 1930), lo cual tuvo efecto el 24 de agosto de 1936 al crearse el Territorio Antártico Australiano. Se volvió a adaptar la Teoría de los Sectores Polares sobre la base de la adyacencia de la costa australiana y a los derechos históricos británicos, ya que Australia reclamó toda la región al sur del paralelo 60° S y entre los meridianos160° E y 44° 38' E, con excepción de la Tierra Adelia.

### Francia
La Tierra Adelia fue reclamada por Francia el 27 de marzo de 1924. Luego de una negociación con Australia, Francia fijó el 1 de abril de 1938 su jurisdicción sobre la Tierra Adelia en el sector limitado por los meridianos 136° 11’E (punta Pourquoi Pas) y 142° 02’ E (punta Alden). Francia basó sus derechos en base al descubrimiento de la Tierra Adelia por Jules Dumont d'Urville en 1840, utilizando de todas maneras la delimitación prevista por la Teoría de los Sectores Polares al apoyarse en el polo sur y dos meridianos, pero sin efectuar reclamación alguna a las aguas adyacentes.

### Noruega
El rechazo noruego a la teoría de los sectores polares en el ártico, fue tomado en cuenta cuando el 14 de enero de 1939 Noruega proclamó su soberanía sobre la Tierra de la Reina Maud. Noruega fijó sus límites en la costa entre los sectores reclamados por el Reino Unido en 1908 (20° O) y por Australia en 1936 (44° 38’ E), sin fijar la extensión de ambos meridianos. El 2 de febrero de 1929 Noruega había proclamado también su soberanía sobre la isla Pedro I, al oeste de la península Antártica y el 1 de diciembre de 1927 lo había hecho sobre la subantártica isla Bouvet, adyacente a la Tierra de la Reina Maud a 1600 km.

### Chile
La Teoría de los Sectores Polares fue también invocada por Chile al proclamar por decreto del 6 de noviembre de 1940 su soberanía sobre parte de la Antártida:

Forman la Antártica Chilena, o Territorio Chileno Antártico, todas las tierras, islas, islotes, arrecifes, glaciares (pack-ice) y demás, conocidos y por conocerse, y el mar territorial respectivo, existentes dentro de los límites del casquete constituido por los meridianos 53º longitud Oeste de Greenwich y 90º longitud Oeste de Greenwich.

El límite oriental fue justificado por Chile sobre la base de consideraciones históricas y no geográficas y lo fijó en la línea del Tratado de Tordesillas. Sin embargo, esta línea jamás fue demarcada por España y Portugal, por lo que Chile consideró que pasaba por los 37° 07’ O (se la supone generalmente en los 46° 37’ O) y retrayó su límite este hasta el meridiano 53° O en consideración de los derechos argentinos. Considerando la continuidad de su territorio más allá del pasaje de Drake, no fijó un límite norte a su reclamación. Entre los 53° O y 80° O al sur del paralelo 58° S los límites del sector chileno se sobrepusieron a los pretendidos por el Reino Unido.

### Argentina
El 2 de enero de 1904 la Argentina adquirió la estación meteorológica (Base Orcadas) instalada por el escocés William Speirs Bruce, en la isla Laurie de las Orcadas del Sur, manteniendo la ocupación permanente de la base hasta el día de hoy. En enero de 1942 la Argentina declaró sus derechos antárticos entre los meridianos 25° y 68° 24' (el de punta Dungeness) adhiriendo a la Teoría de los Sectores Polares. El límite oriental fue fijado considerando al archipiélago de las Sandwich del Sur, reclamado por la Argentina desde 1938. El 2 de septiembre de 1946 se fijaron nuevos límites para el Sector Antártico Argentino entre los meridianos 25° y 74° de longitud Oeste (correspondiente al extremo occidental argentino en las cercanías del cordón Mariano Moreno), para finalmente el 28 de febrero de 1957 establecer el límite norte definitivo en el paralelo 60° de latitud Sur.
Chile y la Argentina firmaron el 14 de marzo de 1948 un mutuo acuerdo en la protección y defensa jurídica de los derechos territoriales entre los meridianos 25° y 90° de longitud Oeste, en cuyos territorios se reconocían ambas derechos soberanos sobre la Antártida Sudamericana. Reconociendo mutuamente:

(...) que Chile y Argentina tienen derechos indiscutibles de soberanía en la zona polar denominada Antártida americana.

Todo el sector argentino quedó englobado en el sector reclamado por el Reino Unido.

### Estados Unidos y la URSS
A las reclamaciones de los países territorialistas se opusieron los intereses de los Estados Unidos y de la URSS. El primero no reconoce la Teoría de los Sectores Polares en el ártico y tampoco lo hace en el antártico, sin embargo, la posición de Rusia (que sucedió en derechos a la URSS) es diferente respecto de la teoría, que sí reconoce en el ártico, pero no acepta su aplicación en la Antártida. Ninguno de los dos países hizo reclamaciones antárticas, pero al firmar el Tratado Antártico hicieron reserva de sus derechos a realizarlas.

## Derivaciones
La Teoría de los Sectores Polares dio origen a varias propuestas derivadas de ella. Una de ellas es la sostenida por René Waultrin, quien propuso aplicar la teoría de los sectores en la parte externa de las regiones polares, dándole la preferencia a los países más vecinos, mientras que la zona interior pertenecería a los países que la exploraran.
El tratadista Paul Fauchille propuso dividir las áreas polares en las zonas de influencia de cada continente, estableciendo en cada zona un condominio plural, con participación de todos los países del continente respectivo.